# Saison Regal
Saison Regal is een Belgisch bier.
Het bier wordt gebrouwen door Brasserie du Bocq te Purnode.
Saison Regal is een amberkleurige saison met een alcoholpercentage van 5,5%. Het bier wordt reeds gebrouwen sinds 1940. Oorspronkelijk werd het gebrouwen door Brasserie Centrale te Marbaix-la-Tour. Toen deze brouwerij in 1967 werd overgenomen door Brasserie du Bocq, nam deze ook het bier over.